# Un casat amoïnat
Un casat amoïnat (títol original: Up in Mabel's Room) és una pel·lícula de comèdia estatunidenca de 1944 dirigida per Allan Dwan i protagonitzada per Marjorie Reynolds, Dennis O'Keefe i Gail Patrick. Es basa en l' obra de 1919 de Wilson Collison i Otto A. Harbach. El compositor de la pel·lícula, Edward Paul, va ser nominat a l'Oscar a la millor banda sonora original el 1945. Està doblada al català.
La pel·lícula és un remake d'una pel·lícula muda de 1926 del mateix nom, protagonitzada per Marie Prevost.

## Argument
En Gary Ainsworth, acabat casat, va regalar una vegada a la seva antiga xicota, la Mabel, un bata sexy amb les seves inicials brodades a l'encaix. Ara, la tasca poc envejable d'en Gary és recuperar la roba interior incriminatòria de l'habitació de la Mabel.

## Repartiment
- Marjorie Reynolds com Geraldine Ainsworth
- Dennis O'Keefe com Gary Ainsworth
- Gail Patrick com Mabel Essington
- Mischa Auer com Boris
- Charlotte Greenwood com Martha
- Binnie Barnes com Alicia Larchmont
- Lee Bowman as Arthur Weldon
- John Hubbard com Jimmy Larchmont
- Harry Hayden com jutge de pau

## Producció
Edward Small va comprar els drets l'octubre de 1941. Va pagar 25.000 dòlars pels drets i va gastar 50.000 dòlars més en adaptacions que van satisfer el Codi Hays. Això va significar que la pel·lícula, que havia de protagonitzar Ilona Massey i Louis Hayward i es va fer després de Twin Beds, va trigar més a fer del previst.
Es va anunciar que Joan Bennett interpretaria la protagonista femenina, però va abandonar, segons es diu, per la facturació. Gail Patrick es va posar al capdavant i Binnie Barnes va assumir el seu paper.